# Płaskosz halny
Płaskosz halny (Exobasidium pachysporum Nannf.) – gatunek grzybów z rodziny płaskoszowatych (Exobasidiaceae).

## Systematyka i nazewnictwo
Pozycja w klasyfikacji według Index Fungorum: Exobasidium, Exobasidiaceae, Exobasidiales, Exobasidiomycetidae, Exobasidiomycetes, Ustilaginomycotina, Basidiomycota, Fungi.
Po raz pierwszy opisał go w 1981 r. John Axel Nannfeldt w Szwecji na borówce bagiennej. Polską nazwę zarekomendowała Komisja do spraw polskiego nazewnictwa grzybów.

## Morfologia i rozwój
Grzyb pasożytniczy. Na liściach porażonych roślin powoduje powstawanie dobrze odgraniczonych plam, których średnica rzadko przekracza 0,5 cm. Sąsiednie plamy czasem zlewają się z sobą. Blaszka liściowa porażonych liści jest nieco pogrubiona. Górna powierzchnia plam ma barwę od bladoróżowej do winnoczerwonej z żółtą obwódką, na dolnej zaś w okresie tworzenia zarodników powstaje biały, proszkowaty nalot. Jest to hymenium, w którym wytwarzane są bazydiospory. Podstawki cylindryczno-maczugowate, 50–55 × 4,5–5,5 µm, z (3–)4 sterygmami, bez sprzążek bazalnych. Bazydiospory cylindryczno-eliptyczne, gładkie, szkliste, niektóre z gutulami lub 1–3 septami, 10–16 × 2–6 µm, czasami również pączkujące z konidiów. Konidia 6–10 × 1–1,5 µm. Cystyd brak. Strzępki o średnicy 1–2 µm, przegrody bez sprzążek.
Monofag pasożytujący wyłącznie na borówce bagiennej (Vaccinium uliginosi). Notowany również w Polsce w 1931, 1963 i 1988 r.
Na borówce bagiennej pasożytują jeszcze dwa inne gatunki płaskosza – płaskosz pędowy halny (Exobasidium pachysporum) i płaskosz łochyni (Exobasidium expansum).